# Maurice Sendak
Maurice Bernard Sendak (/ˈsɛndæk/; ngày 10 tháng 6 năm 1928 – ngày 8 tháng 5 năm 2012) là một họa sĩ và nhà văn người Mỹ viết sách cho trẻ em. Ông nổi tiếng vì cuốn Ở nơi quỷ sứ giặc non, xuất bản lần đầu năm 1963, một trong những sách có tranh minh họa được yêu thích nhất mọi thời đại.